# Colina (Venezuela)
Colina è un comune del Venezuela situato nello stato del Falcón.
Il capoluogo del comune è la città di La Vela de Coro.